# قلعه وان

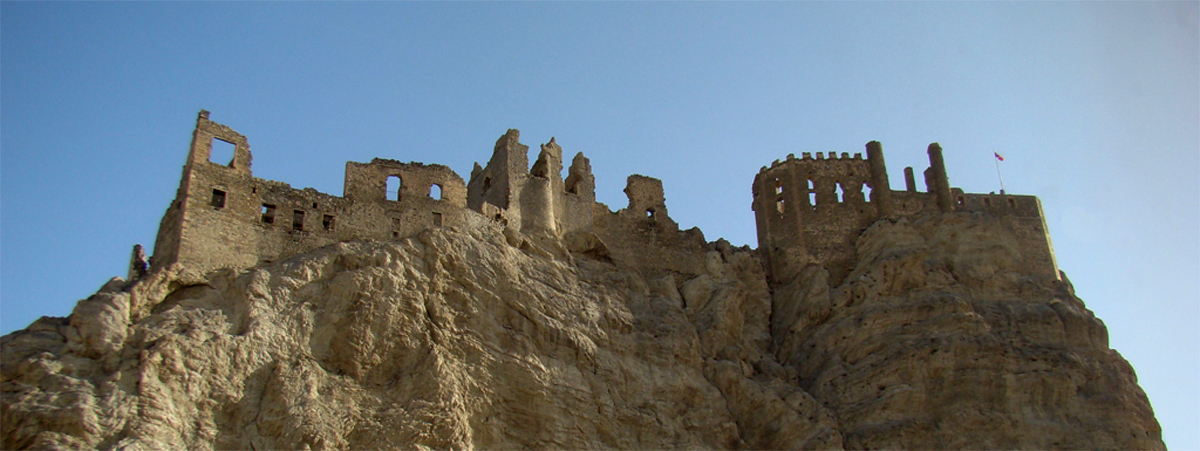
قلعه وان (وان قلعه سی) ترکیه

قلعه وان دژ ای است برفرازکوه‌های کرانه خاوری دریاچه وان در ترکیه که امروزه به شکل مخروبه‌ای با ستونهای بزرگ و دیوارهای سربه فلک کشیده درآمده‌است.دژ مستحکمی از سنگ های بزرگی توسط پادشاهی اورارتو ساخته شده است .اورارتو در میان قرون ۹ و ۷ پیش از میلاد است، و این دژ باستانی اوراتوری بزرگترین در نوع خود است. این دژ از بخش های باقی مانده ویرانه های شهر توشپا ، پایتخت باستان اورارتوی در طول قرن ۹ پیش از میلاد است. تعدادی از استحکامات مشابه در سرتاسر پادشاهی اورارتو ساخته شده است ، که معمولاً در مکانهایی که ارمنستان امروزی ،ترکیه و ایران است پیوند دارد . پادشاهی های گوناگونی مانند مادها ، هخامنشیان ، ارمنی ها ، اشکانیان ، رومی ها ، پارسیان ساسانی ، بیزانس ، اعراب ، سلجوقیان ، صفوی ، افشاریه ، عثمانی و روس هر کدام در یک زمان قلعه را کنترل می کردند. قلعه باستانی وان در غرب وان در خاور  دریاچه وان در استان وان از ترکیه قرار دارد .
بتر
قدمت این قله به قرن ۹ قبل از میلاد می‌رسد.

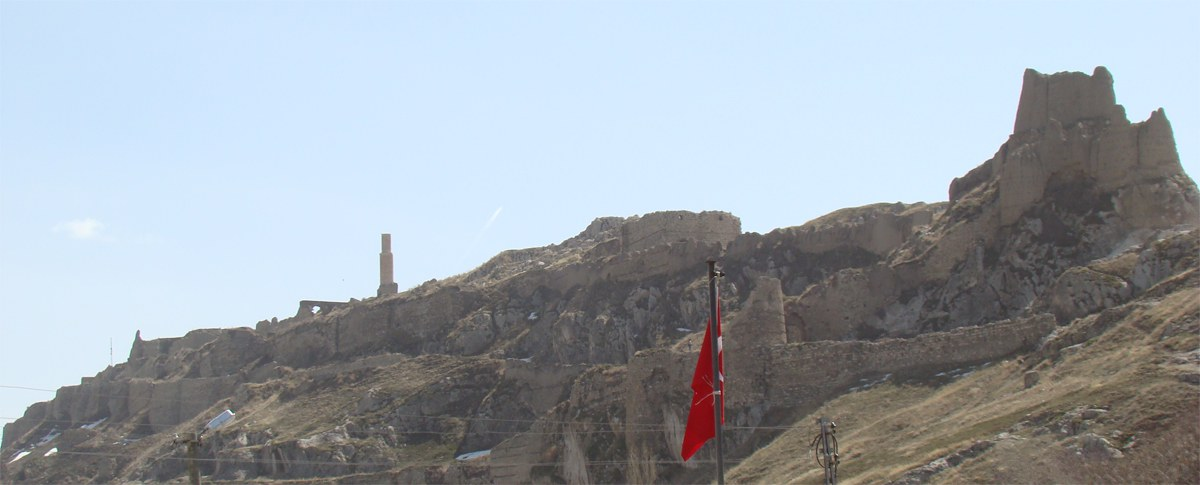
قلعه وان (وان قلعه سی) ترکیه

در نزدیکی این قلعه سنگ نوشته ای از خشایارشا شاه پارسی وجود دارد.

## کتیبه هخامنشی
کتیبه خشایارشا اول در وان
یک کتیبه سه زبانه کلیشه ای خشایارشا بزرگ از قرن 5 قبل از میلاد بر روی یک قسمت صاف از صخره سنگی ، حدود ۲۰ متر (۶۰ فوت) بالاتر از زمین نزدیک قلعه ، نقش بسته است. این طاقچه در ابتدا توسط پادشاه خشایارشا ، پادشاه داریوش تراشیده شد ، اما سطح آن را خالی گذاشت. این کتیبه تقریباً در شرایط عالی باقی مانده و به سه ستون از ۲۷ سطر تقسیم شده است که به پارسی باستان ، بابلی و ایلامی نوشته شده اند (از چپ به راست) 

## نگارخانه

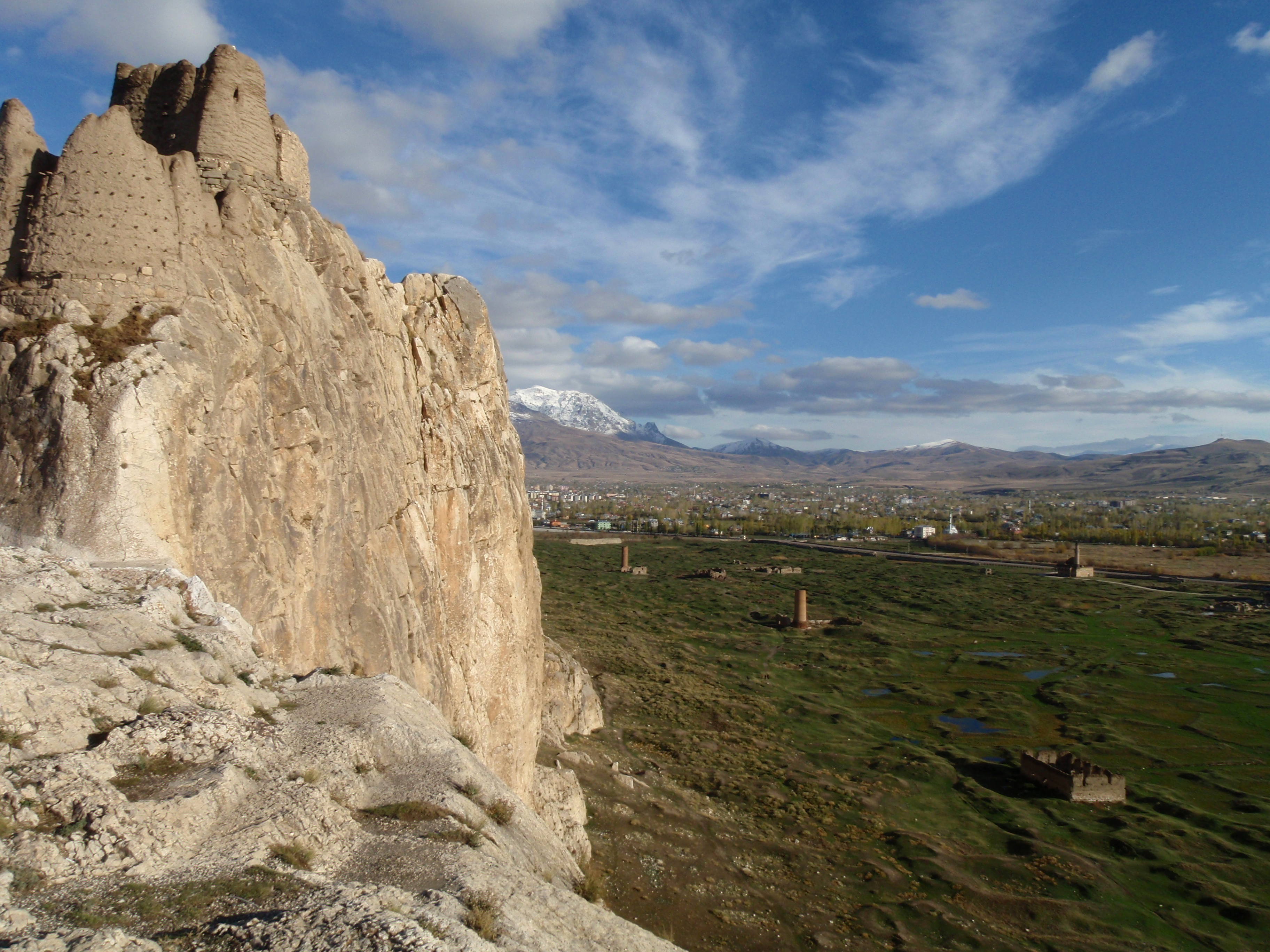
دژ باستانی وان با ویرانه های شهر توشپا در زیر
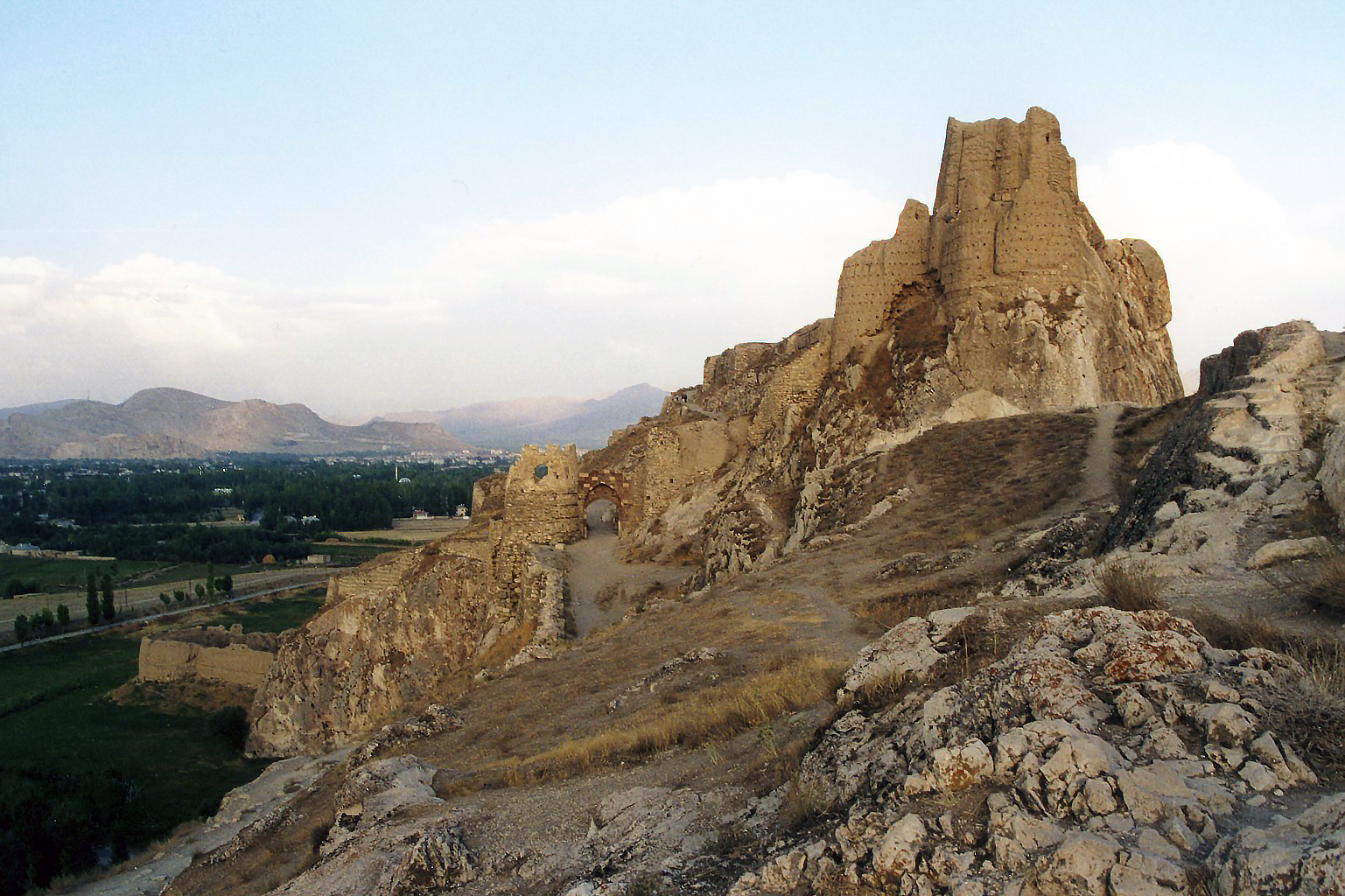
دژ وان
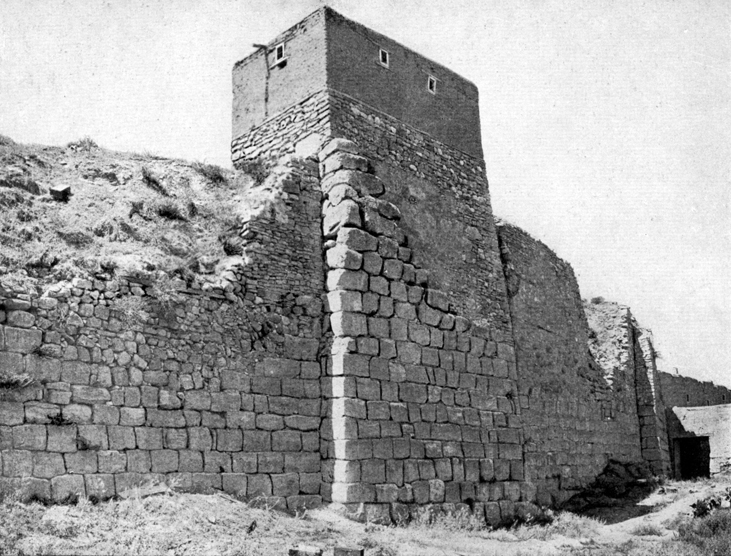
دیواره دژ عکاسی روسی
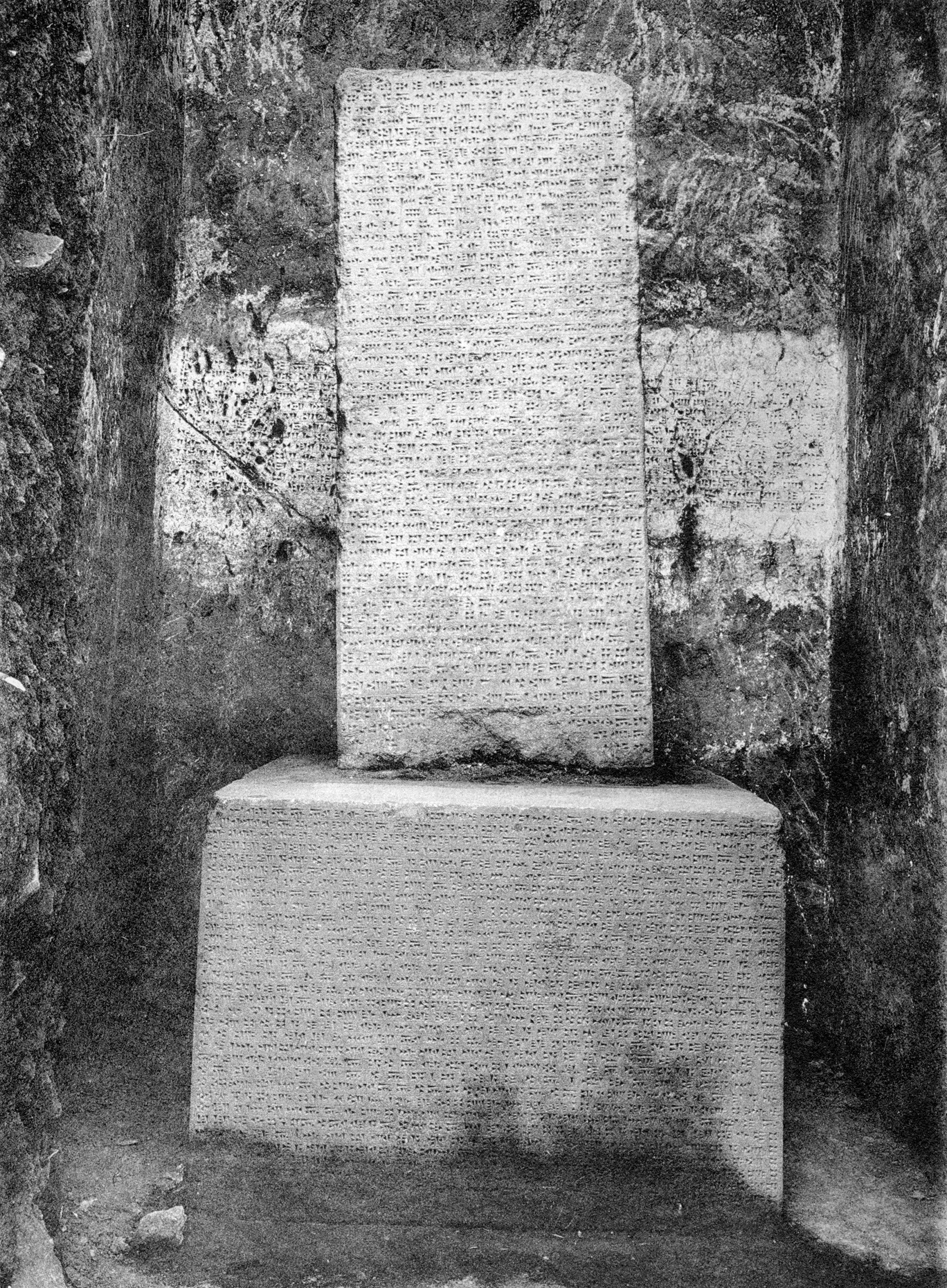
سالنامه سالدرون
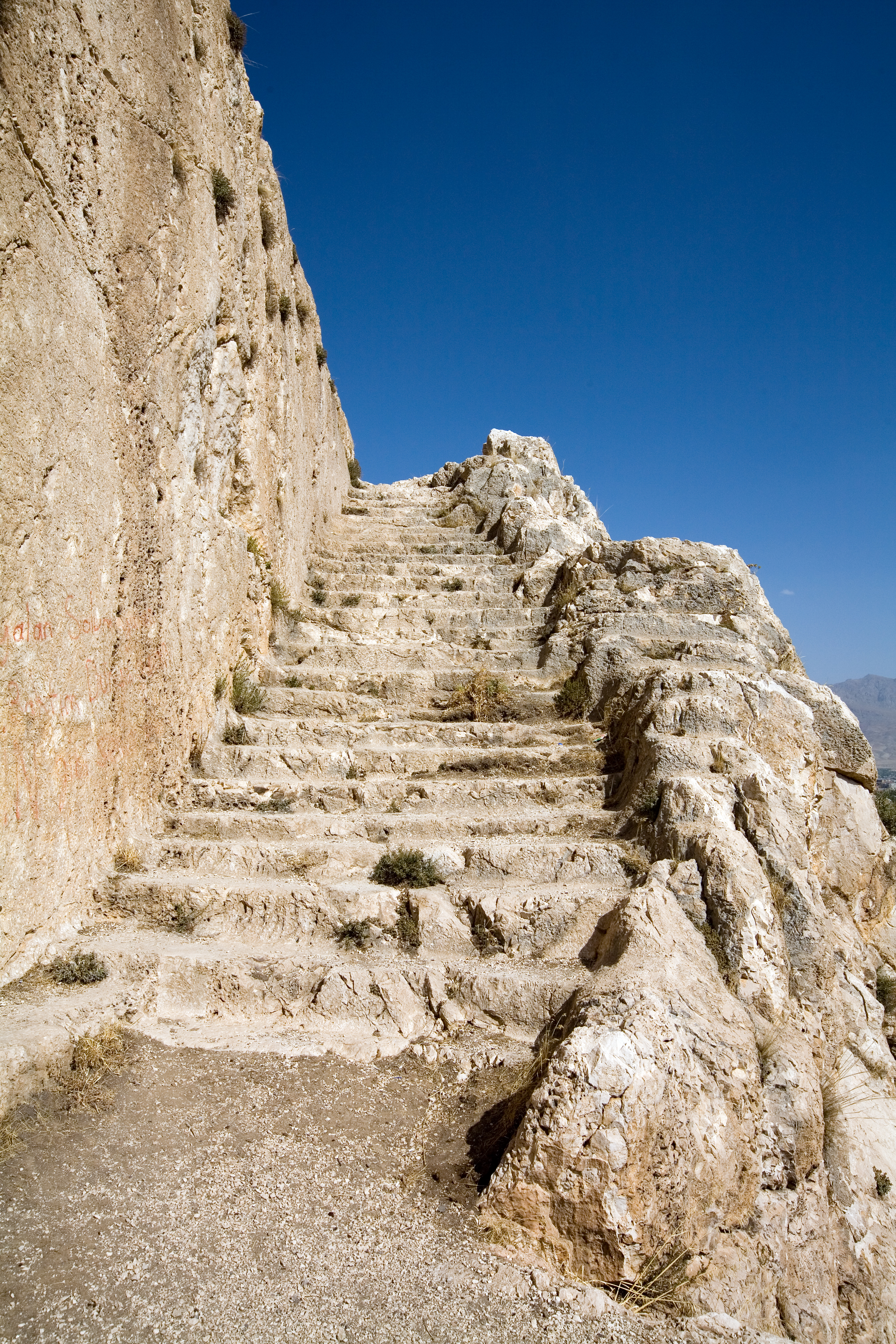
پلکان دژ
سنگ نوشته خشایارشا در دژ وان